# Бойценбург (Эльба)
Бо́йценбург (нем. Boizenburg/Elbe) — город в Германии, в земле Мекленбург-Передняя Померания.
Входит в состав района Людвигслуст-Пархим. Население составляет 10 595 человек (на 31 декабря 2011 года). Занимает площадь 47,26 км². Официальный код — 13 0 54 013.

## История
Бойценбург был возведен в статус города графом Шверином в XIV веке и обнесён стеной.
Город Бойценбург расположен на выгодном месте у впадения Бойцы в реку Эльбу. Важным толчком к развитию Бойценбурга послужило строительство близ него Берлинско-Гамбургской железной дороги.
В начале XX века население города составляло около трёх с половиной тысяч жителей, которые преимущественно занимались торговлей хлебом и шерстью, а также мореходством и рыбной ловлей.

### Население с 1834 по 2015
| Год  | Число жителей |
| ---- | ------------- |
| 1834 | 3.147         |
| 1875 | 3.553         |
| 1880 | 3.614         |
| 1890 | 3.672         |
| 1933 | 5.843         |
| 1939 | 7.067         |
| 1950 | 11.749        |
| 1971 | 11.740        |
| 1981 | 12.338        |
| 1988 | 12.049        |
| 1995 | 10.913        |
| 2001 | 10.684        |
| 2011 | 10.201        |
| 2013 | 10.254        |
| 2015 | 10.379        |